# 原菊太郎
原 菊太郎（はら きくたろう、1889年（明治22年）11月10日 - 1972年（昭和47年）5月7日）は政治家。徳島県知事、徳島市長。徳島県徳島市出身。

## 経歴
1889年、徳島市佐古普請町（現佐古一番町）に生まれる。旧制徳島中学校を経て盛岡高等農林学校中退、家業の木材商を営む。
1942年、徳島市会議員に当選後、1948年、徳島市長を経て、1955年、徳島県知事に就任する（三選、在任期間1955年 - 1965年）。1965年地方自治功労により勲二等瑞宝章を受章した。
知事以外にも徳島県地方木材株式会社社長、徳島市商工会議所会頭、徳島県体育協会長､徳島県美術家協会長、徳島日独会長を歴任した。1972年に没する。享年83。正四位を叙位される。

## 業績
小鳴門橋の建設
架橋効果を示すことにより、徳島県民の夢であった本州四国ルート建設の呼び水にしたいとの思いから建設に踏み切った。
当時徳島県は財政再建団体に陥るほどの厳しい財政状況であり、県議会の反対もあったが、関西電力、四国電力から事業資金を借り入れる民間資金の導入によって解決が図られ、予算が確保された。この民間資金導入については木材商として経営に携わった才能が発揮されている。
1961年完成。真っ赤な橋桁と白くそびえ立つ橋脚の配色は、絵筆を握るのが趣味であった原自身によって決定された。その15年後の1976年、本州四国ルート大鳴門橋の工事が着工した。
道路整備
「道路こそが経済の大動脈」という信念のもと、徳島県の道路整備に力を入れた。このため原は「道路の鬼」と呼ばれた。

## 原菊太郎基金
1989年に原菊太郎の相続人である原節子の寄附により、財団法人原菊太郎基金が設立され、経済的に恵まれない優秀な学生に対して奨学金の給付が行われており、有為な人材の育成と教育の振興に寄与している。